# Amir Haddad
 Der er for få eller ingen kildehenvisninger i denne artikel, hvilket er et problem. Du kan hjælpe ved at angive troværdige kilder til de påstande, som fremføres i artiklen.

Amir Haddad (født 10. juni 1984 i Sarcelles, Frankrig) er en fransk sanger som repræsenterede Frankrig ved Eurovision Song Contest 2016 med sangen "J'ai cherché", på dansk "Jeg har ledt". Han opnåede en 6. Plads.

## Eksterne envisninger
- Wikimedia Commons har flere filer relateret til Amir Haddad
- Amir Haddad på Allmusic
- Amir Haddad på Discogs
- Amir Haddad på MusicBrainz
- Amir Haddad på Last.fm